# Leviathan (Thomas Hobbes)

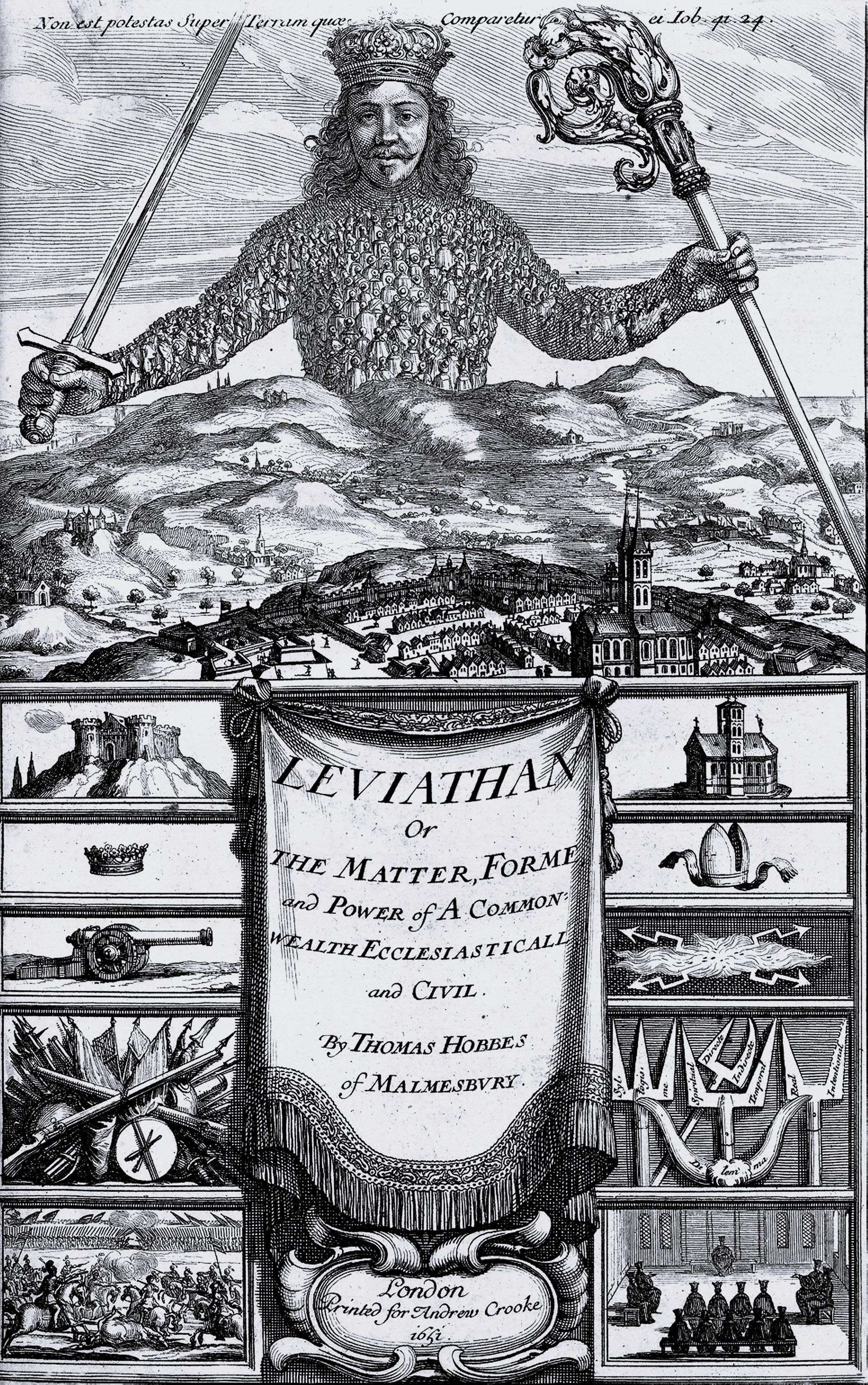
Frontispiz von Hobbes’ Leviathan. Zu sehen ist der Souverän, der über Land, Städte und deren Bewohner herrscht. Sein Körper besteht aus den Menschen, die in den Gesellschaftsvertrag eingewilligt haben. In seinen Händen hält er Schwert und Krummstab, die Zeichen für weltliche und geistliche Macht. Überschrieben ist die Abbildung durch ein Zitat aus dem Buch Hiob: „Keine Macht auf Erden ist mit der seinen vergleichbar“.

Leviathan or the Matter, Forme and Power of a Commonwealth Ecclesiasticall and Civil („Leviathan oder Stoff, Form und Gewalt eines kirchlichen und staatlichen Gemeinwesens“) ist der Titel einer staatstheoretischen Schrift des Engländers Thomas Hobbes aus dem Jahr 1651. Sie ist eines der bedeutendsten Werke der westlichen politischen Philosophie und eine der theoretischen Grundlagen neuzeitlicher Politikwissenschaft.
Der Titel des Werkes lehnt sich an das biblisch-mythologische Seeungeheuer Leviathan an, vor dessen Allmacht jeglicher menschliche Widerstand zuschanden werden muss. Eine ähnliche Rolle kommt in Hobbes’ absolutistischem Politikverständnis dem Staat zu, der damit zum Gegenstück des durch das Ungeheuer Behemoth personifizierten Naturzustandes wird.

## Entstehungsgeschichte
Hobbes schrieb sein Werk vor dem Hintergrund des Englischen Bürgerkriegs 1642–1649, der auf beiden Seiten zahllose Opfer forderte und mit seinen chaotischen Verhältnissen vermutlich Hobbes’ Eindruck von der menschlichen Natur beeinflusst hat. Außerdem verarbeitete er Informationen über das soziale Leben der nordamerikanischen Ureinwohner, da deren Unabhängigkeit von einem Staat als Naturzustand angesehen werden kann. Die englische Erstausgabe des Leviathan wurde 1651 veröffentlicht, 1668 folgte wegen der Zensur eine revidierte Ausgabe in lateinischer Sprache.

## Inhalt
Das Buch umfasst vier Teile: Vom Menschen, Vom Staat, Vom christlichen Staat und Das Königreich der Finsternis. Seine bedeutende Stellung in der politischen Theorie und Ideengeschichte verdankt es aber allein den ersten beiden Teilen. Die sich systematisch und historisch mit dem Verhältnis von Kirche und Staat befassenden Teile drei und vier sind heute wenig bekannt und fehlen in manchen Textausgaben sogar. Zu Hobbes’ Lebzeiten waren indes gerade sie es, die in erheblichem Maße zu den Anfeindungen gegen den Autor beitrugen.
Hobbes’ erklärtes Ziel ist es, der Politik eine wissenschaftliche Basis zu geben, die auf rationaler Einsicht in Prinzipien beruht. Dabei soll zwar von realen Phänomenen ausgegangen werden, die aus den so gewonnenen Fakten hergeleiteten Prinzipien sollen jedoch Vernunftwahrheiten sein. Durch eine genaue Analyse soll sich so das Wesen des Gemeinwesens („Commonwealth“) des Staates und der Kirche ergeben, so dass ersichtlich wird, was dieses Gemeinwesen tatsächlich zusammenhält. Hobbes versucht damit, ein Argument gegen die Mischverfassungslehre und die Politik des Aristoteles, aber auch gegen die völkerrechtliche Schiedsfunktion der katholischen Kirche und ihre Hoheit über das individuelle Gewissen vorzubringen. Methodisch ist sein Vorgehen am Rationalismus orientiert: Der zu untersuchende Gegenstand (der Staat) wird dabei in seine Komponenten zerlegt (die Personen). Gelingt es, die einzelnen Komponenten und die Verhältnisse, in denen sie zueinander stehen, so zu bestimmen, dass sich daraus eine funktionale Beschreibung des ursprünglichen Gegenstands ergibt, so ist die Untersuchung erfolgreich. Hobbes beginnt daher seine Untersuchung mit einer Analyse wesentlicher Merkmale der Menschen.

### Vom Menschen
Um eine petitio principii zu vermeiden, entwirft Hobbes einen Naturzustand, in dem die Menschheit ohne Gesetz und ohne Staat lebt. Im Naturzustand wird der Mensch als frei von Einschränkungen der historischen Moral, der Tradition, des Staates oder etwa der Kirche vorgestellt. Aus Hobbes’ Menschenbild ergibt sich, dass in einem solchen Naturzustand Gewalt, Anarchie und Gesetzlosigkeit herrschen; die Menschen führen – in Hobbes negativem Weltbild – einen „Krieg aller gegen alle“ (bellum omnium contra omnes), in dem „der Mensch […] dem Menschen ein Wolf [ist]“ (homo homini lupus, ursprünglich von Plautus).
Der Mensch ist für Hobbes kein zoon politikon, wie bei Aristoteles, das nach Gesellschaft strebt, die organisch aus Verhältnissen der Unterordnung zwischen Stärkeren und Schwächeren und der Kooperation von Gleichstarken mit demselben Interesse entsteht. Der Mensch ist nach Hobbes durch drei Triebfedern gekennzeichnet: Verlangen, Furcht und Vernunft; keine dieser drei Komponenten bringt ihn dazu, die Gesellschaft anderer wegen etwas anderem zu erstreben, wenn diese nicht zu seinem eigenen Vorteil gereicht. Damit vertritt Hobbes einen Psychologischen Egoismus, der naturgegeben ist und willentlich nicht überwunden werden kann.
Das Verlangen erschöpft sich fast völlig in Wettstreben und Ruhmsucht – Leidenschaften, die der grundsätzlichen Veranlagung entspringen. Sie „scheuen keine Gewalt, sich Weib, Kind und Vieh eines anderen zu unterwerfen […] das Geraubte zu verteidigen […] sich zu rächen für Belanglosigkeiten wie ein Wort, ein Lächeln, einen Widerspruch oder irgendein anderes Zeichen der Geringschätzung“.
Einer Ungleichheit der körperlichen und geistigen Vermögen, die bei Aristoteles eine organische Gemeinschaft begründet, stellt Hobbes eine prinzipielle Gleichheit der Chancen und damit auch der Rechte gegenüber: Durch vorläufige Kooperation, List oder einfach größere Stärke kann jeder Mensch überwunden werden, sodass seine individuelle Macht nicht ausreichen kann, um Autorität zu beanspruchen oder auch nur ihre eigenen Ansprüche als gesichert anzusehen. Daher ist der Mensch von „Argwohn“ gekennzeichnet. Da auch ein friedlicher Mensch, der sein Verlangen nicht auf Kosten anderer stillt, annehmen muss, sein Gegenüber sei auf seinen Reichtum und seine Freiheit aus, wird er präventiv diese Gefahr ausschalten. Mehr noch als ein natürlicher animalischer Wesenszug des Menschen ist es also seine rationale Antizipation („der künftige Hunger macht [bereits] den Menschen hungrig“), die ihn in den Krieg zwingt. Infolge dieses Krieges leben die Menschen „in ständiger Furcht und der drohenden Gefahr eines gewaltsamen Todes“, ihr Leben ist „einsam, armselig, scheußlich, tierisch und kurz.“
Hobbes spricht jedem Menschen zu, ein Interesse an seiner Selbsterhaltung zu haben, das den Charakter einer naturgegebenen Pflicht (Gebot der Vernunft) annimmt. Um dieser Pflicht folgen zu können, hat jeder das Recht (ein Naturrecht oder ius naturale), alles zu beanspruchen, was dazu dienlich sein könnte. Dieses grundlegende und allgemeine Recht eines jeden ist für Hobbes identisch mit der allumfassendsten Freiheit. Gleichzeitig ist dieses Recht aber nicht vor dem Anspruch anderer auf dieselben Sachen geschützt – es fehlt ein Rechtsgarant. Auch die Vernunft und ihre Einsicht in die Natur ermöglichen also noch keinen Frieden.
Entgegen weitverbreiteter Annahme kennt Hobbes auch im Naturzustand Moral in Form des Gesetzes der Natur (lex naturalis), das ein friedliches Zusammenleben durch das Einhalten von Verträgen und die Entscheidung von Konflikten durch Schiedsleute ermöglichen würde. Die Vernunft kann jedoch nicht gebieten, diesem Gesetz zu folgen, solange erwartet werden muss, dass die anderen dies nicht ebenfalls tun (siehe Gefangenendilemma). Ein solches Handeln würde eine Bedrohung der Selbsterhaltung bedeuten und wäre daher nach Hobbes nicht rational. Daher müsste der Mensch im Kriegszustand verbleiben, denn kooperatives Handeln entspricht auch nicht den Leidenschaften und es gibt keine Furcht, die größer wäre als die um das Gut und das eigene Leben.
Hobbes vertritt also, entgegen verbreiteter Ansicht, kein dezidiert negatives Menschenbild. Die schlechten Verhaltensweisen entspringen keiner bösartigen, wohl aber einer nichtsozialen Natur des Menschen. Sie werden ihm im Interesse seiner Selbsterhaltung im Naturzustand abverlangt, da jeder davon ausgehen muss, dass ihm alle anderen in diesem Punkt gleichen. Weder Neigung (Verlangen) noch Klugheit (Ruhmsucht und Erwerbsstreben) noch Vernunft (Naturrecht) führen ohne Weiteres aus dem Naturzustand heraus. Erst dadurch, dass mehrere Menschen beschließen, gemeinsam einen politischen Körper zu bilden, kann der Naturzustand überwunden und der Übergang zum Staat geleistet werden. Dort werden Recht und Gesetz durchgesetzt und es ist rational, ihnen gemäß zu handeln.

### Vom Staat
Rein vernünftige Gesetze reichen nicht aus, um den Naturzustand zu beenden und den allgemeinen Frieden einzuleiten. Da sie aus Worten bestehen, seien sie nicht genügend furchteinflößend und wirkungsvoll, so Hobbes. Stattdessen erwächst diesem Zustand daher vielmehr die Notwendigkeit einer übergeordneten, allmächtigen Instanz, die die Einhaltung allgemeiner Gesetze gebietet und ihre Verletzung mit Strafen belegt. Indem die Gesetze allgemein gelten, besteht zwischen den Bürgern des Staates kein allgemeiner Anlass zur Furcht mehr – sie können erwarten, dass jeder von ihnen die Strafen des Leviathans fürchtet. Dadurch bietet dieser Sicherheit und Schutz und ermöglicht eine Verfolgung der eigenen Leidenschaften innerhalb des durch die Gesetze gegebenen Rahmens. Durch einen Gesellschaftsvertrag verzichten daher alle künftigen Bürger unwiderruflich und freiwillig auf „alle Macht“, ihre Freiheit und insbesondere ihr Selbstbestimmungsrecht zugunsten „eine[s] Einzigen […] oder aber einer Versammlung, in der durch Abstimmung der Wille aller zu einem gemeinsamen Willen vereinigt wird.“ Dadurch enden Kriegs- und Naturzustand. Zugleich ist damit aber die vollständige rechtliche Freiheit, die der Einzelne im Naturzustand besessen hat, die einzige legitime Rechtsquelle. In diesem Punkt besteht gerade Hobbes’ revolutionäre Neuerung: Jede einzelne Person verfügt über unbeschränkte Autonomie und diese – nicht etwa das Gottesgnadentum oder ererbte Eigentumsrechte – liegt der staatlichen Herrschaft zu Grunde. Deren wesentlicher Zweck besteht in der Funktion eines Rechtsgaranten, der die universelle Autonomie der Einzelnen in ein gemeinsames positives Recht übersetzt.
Hobbes spricht sich nicht zwingend für eine bestimmte Staatsform aus, lässt aber durchaus Sympathien für die Monarchie erkennen. Die moderne Gewaltenteilung hält Hobbes für ineffizient und umständlich, da es der Kerngedanke des Leviathans ist, den Willen eines Einzelnen (oder eines Gremiums) zum Gesetz für alle zu machen. Wird diese Gewalt geteilt (und nicht delegiert), so kann nach Hobbes ein Konflikt zwischen den verschiedenen Institutionen nicht friedlich geklärt werden.
Der Vertragsschluss ist für Hobbes im eigentlichen Sinne eine Rechtsfigur, d. h. ein Konstrukt, um den Übergang von natürlich gegebenen Rechten und von der Vernunft anempfohlenen natürlichen Gesetzen zum Staatszustand und seinen positiven Gesetzen zu erklären und legitimieren. Historisch hält Hobbes die Staatsgründung durch tatsächlichen Vertragsschluss in Einzelfällen zwar für möglich, für wahrscheinlicher und verbreiteter hält er jedoch die Aneignung und Akkumulation der Bürger durch einen Eroberer, der selbst kein Bürger, sondern der Herrscher ist. Die Angst der Bürger vor der Macht des Eroberers gewährleistet Frieden. Da diese Angst allgemein ist, können alle so handeln, als hätten sie dem Eroberer ihre Rechte gemeinsam übertragen.
Durch die ihm zuerkannte Autorität ist der Souverän in der Lage, „alle Bürger zum Frieden und zu gegenseitiger Hilfe gegen auswärtige Feinde zu zwingen.“ Er regiert mit uneingeschränkter Gewalt, also absoluter Macht, der sich alle zu unterwerfen haben. Insbesondere ist er – anders als die nun zu Untertanen gewordenen Menschen – selbst nicht Vertragspartner des Gesellschaftsvertrags und lebt damit als einziger außerhalb des Rechts. Jedoch kann er sich damit nicht mehr als einziger im Naturzustand befinden, weil der Naturzustand jedem Menschen das Recht auf alles zuspricht (Naturrecht). Daraus resultieren nach Hobbes die konkurrierenden, argwöhnischen, sowie ruhmsüchtigen Verhaltensweisen des Menschen. Mit dem Abschluss des Gesellschaftsvertrages, mit dem die Legitimation des Souveräns einhergeht, ist der Naturzustand aufgehoben, so dass sich der Souverän auch nicht mehr in diesem befinden kann; er ist Produkt des Vertrages. Der Souverän befindet sich also weder im Naturzustand noch innerhalb des geschlossenen Gesellschaftsvertrages, dem er übergeordnet ist. Demzufolge müsste für ihn eine dritte Kategorie geschaffen werden. Nur diese dritte Kategorie stellte unter der Voraussetzung, dass er seine Untertanen zu beschützen versteht, diesen rechtsfreien Raum dar. Seine Macht steht über jeder materiellen Gerechtigkeit.
Vor Tyrannei und Willkürherrschaft sind die Bürger nur geschützt, sofern der Souverän selbst ‚vernünftig‘ ist. Hobbes meint aber, dass nur durch dieses Gewaltmonopol der Souverän seine Pflicht erfüllen kann, das Leben seiner Untertanen zu schützen. Er geht sogar so weit, dass der Souverän seine eigene Gewalt gar nicht einschränken kann, da eine Einschränkung die Sicherheit des Staates gefährden würde. Ein Widerstandsrecht der Gewaltunterworfenen ist nur sehr eingeschränkt vorgesehen, nämlich ausschließlich in Bezug auf die Selbsterhaltung: Da jeder Bürger das Recht und die Pflicht hat, sein eigenes Leben zu verteidigen, darf er auch versuchen, sich gegen den Souverän zu wehren, wenn dieser es außerhalb von einem Krieg gegen einen äußeren Feind denn zulässt, dass sein Leben durch andere in Gefahr gerät oder er es sogar selbst bedroht (Leviathan, zweiter Teil, Kapitel 21).
Der Preis dieses übermächtigen Staates ist die individuelle Freiheit, alles zu tun und nur eigenen Gesetzen zu folgen. Sie wird dem Streben nach leiblicher und rechtlicher Sicherheit geopfert. Triebfeder der Staatsbildung ist nicht mehr – wie etwa noch bei Aristoteles – die „Eudaimonia“, das „gute Leben“, sondern vielmehr das „nackte Überleben“, das Entrinnen der im Naturzustand begründeten Gefahren. Nach Hobbes ist das Ziel des Staates also nicht das Erreichen eines höchsten Guts (summum bonum), sondern nur das Vermeiden des größten Übels (summum malum). Allerdings geht Hobbes davon aus, dass durch die Sicherung von Leib und Leben die Verfolgung anderer Bedürfnisse (Anerkennung, Güter) überhaupt erst rational wird.
Um die Herrschaftsformen Naturzustand und staatliche Gewalt bildlich zu unterscheiden, bedient sich Hobbes der besagten mythologischen Figuren. Hierbei ist zu beachten, dass Behemoth durch seine kontinuierliche Präsenz auf dem Festland auch als ständige Anwesenheit von Gewalt zu verstehen ist. Der Leviathan hingegen existiert als Meerungeheuer meistens nur im Hintergrund und ist häufig nicht sichtbar. Er zeigt sich entsprechend nur in Situationen, die seine Anwesenheit erfordern. Dennoch ist er den Bürgern stets bewusst und besitzt dieselbe abschreckende Wirkung wie Behemoth.

### Dritter und vierter Teil
Im heute wenig bekannten dritten und vierten Teil des Leviathan (Of a Christian Commonwealth und Of the Kingdom of Darkness) beschäftigt sich Hobbes indes vorwiegend mit religionsphilosophischen und kirchenpolitischen Fragen. Als Rationalist vertritt er die Position, dass ethische Gebote, die aus religiöser Offenbarung stammen, nur dann akzeptabel sind, wenn sie sich zugleich als ein Gebot der Vernunft erweisen. Dem offenbarungsbasierten Dogmenglauben hält er die Fehlbarkeit der Überlieferung und die Möglichkeit falscher Propheten vor. Nur die von der Vernunft erkannten Gebote der Natur können als Wille Gottes gelten, wenn dieser gemäß der Tradition als gütig und gerecht gedacht wird. Denn nur die Vernunft steht allen gleichermaßen zur Verfügung. Als Resultat postuliert Hobbes eine größtmögliche Glaubens- und Gewissensfreiheit. Als einzigen Kern der Christlichen Offenbarung bleibt für ihn die Erlösung durch Jesus Christus bestehen, zu der man sich um seines Seelenheiles willen notfalls auch noch auf dem Totenbett bekennen könne.
Kirchenpolitisch tritt er für eine unabhängige Kirchenverfassung ein, die – wie dies etwa in den amerikanischen Kolonien der Fall war – den einzelnen Pfarrgemeinden sehr weit reichende Selbstverwaltungsbefugnisse einräumt. Er stellt sich damit an die Seite des amtierenden Lordprotektors Oliver Cromwell und in Opposition zum von den Monarchisten verfochtenen traditionell-anglikanischen Bischofssystem, aber auch zur vom Parlament favorisierten, ursprünglich aus Schottland stammenden Presbyterialverfassung, die eine Verwaltung der Kirche durch Laien vorsieht.
Überdies vertritt er eine eigenwillige, von seiner materialistischen Grundanschauung geprägte Theologie und betont – wie in den ersten beiden Kapiteln – insbesondere die starke Stellung des Staates. Hobbes vertritt zwar eine Gewissensfreiheit, aber keine Freiheit der Religionsausübung. Den Anspruch der katholischen Kirche, unabhängig von den Staaten Gewissen und Religionsausübung der Gläubigen zu kontrollieren, aber auch Ämter zu vergeben und Territorialherrschaft auszuüben, lehnt er entschieden ab, da er sie als politische Machtmittel ansieht, die sich die katholische Kirche widerrechtlich als ‚Gespenst des Römischen Reiches‘ angeeignet habe.
Im dritten und vierten Teil zeigt sich schließlich Hobbes’ komplexe Beziehung zur 'Geschichte' als Geschichtsschreibung und angehende wissenschaftliche Disziplin.  Es fällt auf, dass von Hobbes, der Geschichte als unwissenschaftlich geringschätzt, „biblische Bezüge behandelt werden wie historische Fakten“. Hobbes bediene sich gar einer „pseudohistorische[n] Didaktisierung für die zeitgenössische Leserschaft“ – dies „mit dem Ziel, das religiös Absolute für die Legitimierung der Absolutheit der Souveränität heranzuziehen und beide über das Band von Geschichtlichkeit zu verknüpfen“.

## Wirkungsgeschichte

### Kritik von Adel und Kirche
Hobbes’ Staatsmodell gehört der politischen Theorie des Absolutismus an. Von den traditionellen Ansätzen, wie sie etwa von dem französischen Denker Jean Bodin entwickelt worden waren, unterscheidet es sich aber durch die Annahme eines Gesellschaftsvertrags. Dem absolutistischen Souveränitätskonzept liegt insofern ein rechtfertigungsmethodologischer Liberalismus zugrunde. Nicht mehr das Gottesgnadentum ist es, das dem Monarchen seine Legitimation verschafft, sondern eine – wenn auch unwiderrufliche – Übereinkunft der Untertanen. Dementsprechend stieß Hobbes’ Leviathan, trotz der intendierten Stärkung des Staates, bei den Monarchen auf erhebliche Kritik.
Die anglikanische Kirche wie auch die Presbyterianer verübelten Hobbes darüber hinaus auch sein Eintreten für eine unabhängige Kirchenverfassung, vor allem aber auch seine heterodoxe, materialistisch geprägte Theologie. Unter dem Protektorat der Cromwells sah sich Hobbes deswegen freilich vorwiegend Anfeindungen privater Art ausgesetzt; insbesondere brachen zahlreiche seiner Freundschaften.
Verschärfen sollte sich die Situation für ihn indes nach der Restauration der Monarchie 1660: Dabei ging der Verfolgungseifer weniger vom neuen König Karl II. aus, der während seiner Regentschaftszeit geheimen Kontakt zum französischen und vor allem katholischen König Ludwig XIV. pflegte, sondern vielmehr von traditionell anglikanischen und presbyterianischen Kreisen, insbesondere von den neuen Ministern Edward Hyde, 1. Earl of Clarendon und Gilbert Sheldon, die Hobbes des Atheismus und der Häresie bezichtigten. Um ihn zur Rechenschaft ziehen zu können, wurde 1666 sogar, wenn auch erfolglos, ein Gesetzesantrag ins Parlament eingebracht, der Häresie wieder zur Straftat machen sollte. Dank einflussreicher Freunde wie etwa dem Earl von Arlington, der Minister der Cabal-Regierung war, gelang es Hobbes, die gegen ihn gerichteten Intrigen unversehrt zu überstehen.

### Liberalismus
Kritik sah sich Hobbes’ Staatsmodell aber auch von anderer Richtung ausgesetzt, von den Staatstheoretikern des in der Folgezeit erstarkenden Liberalismus. Während die Idee des Gesellschaftsvertrags vielfach aufgegriffen wurde, stieß die übermächtige Stellung des Souveräns auf Ablehnung.
Eingewandt wurde insbesondere, dass der Leviathan eine menschliche Schöpfung und der Souverän letztlich ebenfalls ein Mensch (oder ein Kollegium von Menschen) sein muss. Da dieser ebenfalls von den in seiner Natur liegenden Leidenschaften getrieben wird und damit auch er seinen Mitmenschen ein „Wolf“ sei, erscheine die Annahme naiv, er diene „dem Guten“ und missbrauche seine Macht nicht. Damit korrespondiert die Schutzlosigkeit des Einzelnen gegenüber dem Leviathan (vgl. Juvenal: Quis custodiet ipsos custodes?, „Wer wird über die Wächter wachen?“).
Erforderlich erschien insofern eine umfassende Sicherung des Einzelnen gegen Willkür und Machtmissbrauch des Staates. John Locke und John Stuart Mill postulierten etwa individualschützende Grundrechte wie die Eigentumsgarantie oder die Meinungs- und Redefreiheit, Jean-Jacques Rousseau und Charles de Montesquieu die Kontrolle des Souveräns durch demokratische Mechanismen und Gewaltenteilung.
Gegen die Unwiderruflichkeit des einmal abgeschlossenen Gesellschaftsvertrags wurde vorgebracht, dass, wenn die Rationalität des Einzelnen den Zusammenschluss zum Leviathan möglich macht, diese Rationalität auch den Abschluss zeitlich begrenzter Verteidigungsabkommen ermöglichen muss.

### Instrumentelle Rationalität
Bei der von Hobbes stark betonten, die Menschen zum Abschluss des Gesellschaftsvertrags treibenden Vernunft handelt es sich um eine rein instrumentelle Rationalität. Sie gibt den Menschen nur das Mittel an die Hand, einen bestimmten Zweck, nämlich den Schutz ihres Lebens und ihres Eigentums zu gewährleisten. Zwar kennt auch Hobbes eine natürliche Unterscheidung zwischen „Gut“ und „Böse“, doch wird diese durch den menschlichen Selbsterhaltungstrieb völlig überlagert und hat ohne durchsetzende Autorität keinerlei praktische Relevanz.
Die politische Theorie Thomas Hobbes’ bricht also mit der klassisch-aristotelischen Lehre von der Politik in zentralen Punkten. Die enge Verbindung von Politik oder positivem Recht und Moral, zwischen Staatsraison und Überzeugung des Einzelnen wird aufgehoben zugunsten einer Analyse der Notwendigkeiten einer optimalen staatlichen Ordnung nach dem Muster der Naturwissenschaft.

„Die Ingenieure der richtigen Ordnung können von den Kategorien sittlichen Umgangs absehen und sich auf die Konstruktion der Umstände beschränken, unter denen die Menschen wie Naturobjekte zu einem kalkulierbaren Verhalten genötigt sind.“

Hier ist bereits die Trennung von Staat und Gesellschaft angelegt. ‚Material‘ und Legitimationsgrundlage der Politik ist der im ‚Naturzustand‘ isolierte Einzelne, den gegensätzliche Interessen in einen Krieg ,jeder gegen jeden‘ treiben. Nicht seine Naturanlage zur gesellschaftlichen Organisation – wie im klassischen Konzept des zoon politikon –, sondern die Angst vor der lebensbedrohlichen Unsicherheit des ,Naturzustandes‘ treibt den Menschen in die Vergesellschaftung.
Auch der Erkenntnisanspruch der hobbesschen Theorie der Politik geht über den der klassischen Konzeption weit hinaus. Er zielt darauf ab, „ein für allemal die Bedingungen der richtigen Staats- und Gesellschaftsordnung überhaupt anzugeben“.

### Das radikal autonome Individuum
Als Ausgangspunkt der Sozialphilosophie von Hobbes dient ihm die Vorstellung eines radikal autonomen Individuums, das anderen gegenüber vor allem in Konkurrenz um Status und um materielle Güter steht. Auch Marx weist auf die Abhängigkeit des neuzeitlich-individualistischen Menschenbildes von der Entwicklung einer Gesellschaft freier Konkurrenz hin.

„[…] die Epoche, die diesen Standpunkt erzeugt, den des vereinzelten einzelnen, ist grade die der bisher entwickeltesten gesellschaftlichen […] Verhältnisse. Der Mensch ist im wörtlichsten Sinn ein zoon politikon, nicht nur ein geselliges Tier, sondern ein Tier, das nur in der Gesellschaft sich vereinzeln kann.“

Der ,Naturzustand‘ des Menschen bei Thomas Hobbes trifft die ,Natur‘ des Menschen im 17. Jh. in England. C. B. Macpherson versucht nachzuweisen, dass Hobbes selbst die Abstraktionen von der gesellschaftlichen Situation zum ‚Menschen im Naturzustand‘ nicht oder zumindest nicht primär in der Absicht verfasst habe, die Lebensweise primitiver Völker zu beschreiben, sondern im Bewusstsein, die Konkurrenz logisch bis zum Bürgerkrieg fortentwickelt zu haben, unter Absehung von bestimmten gesellschaftlichen Regelmechanismen, die diese Konkurrenz begrenzen.
Die Abstraktion ergibt – so interpretiert – nicht einen anthropologischen Begriff des Menschen im heutigen Sinne, sondern den Begriff des ,zivilisierten‘ Einzelmenschen als einfachstes Funktionselement einer mechanisch vorgestellten Gesellschaft. Ein Beleg dafür ist für Macpherson, dass Besitz- und Machtgier als Hauptmomente des Krieges ,jeder gegen jeden‘ bei Hobbes nicht einfach natürliche Anlage eines jeden Menschen seien, sondern erst unter dem Zwang gesellschaftlicher Konkurrenz allgemein würden. Dennoch halten einige Interpreten den von Hobbes theoretisch konstituierten Begriff des autonomen bürgerlichen Subjekts für „in seiner Abstraktheit prinzipiell nicht überholbar.“

„Es ist keine Frage, dass dieser Grundgedanke der individuellen Autonomie die Gesellschaft zu einem Chaos entfesselter Interessen machte; niemand sah das deutlicher als Hobbes. Es ist jedoch auch klar, daß dieser Gedanke der Autonomie der große Motor freiheitlicher Verfassungen bis heute geblieben ist.“

Der Philosoph Ernst Bloch hat in seinen Vorlesungen zur Philosophie der Renaissance Hobbes’ Konzeption des vereinzelten, wölfischen Individuums als zutreffend für Staat und Gesellschaft seiner Zeit charakterisiert, gleichzeitig die Verallgemeinerung dieser Eigenschaften des konkreten historischen Menschen zum Prototyp des Menschen überhaupt kritisiert. Dadurch werde aus der Kritik der Gesellschaft seiner Zeit eine Rechtfertigung des autoritären Staatswesens.

### Die Trennung von Staat und Gesellschaft
Macpherson führt eine Reihe notwendiger gesellschaftlicher Voraussetzungen für die Theorie Thomas Hobbes’ an. Die Vorstellung einer Gesellschaft, in der jeder mit jedem konkurriert, setzt voraus, dass weder die Arbeit noch der Lohn autoritativ zugewiesen werden, dass alle Individuen sich an ihrem persönlichen Vorteil orientieren und Vertragsbedingungen staatlich durchgesetzt werden. Weiterhin muss die Arbeitskraft zur Ware, Grund und Boden zu Privatbesitz geworden sein. Einige Individuen wären dann in der Lage, auch diejenigen, die mit ihrem Lebensstandard zufrieden sind, bei jedem Versuch […], den ihrigen zu erhöhen, zu immer neuen Anstrengungen zu zwingen.
Die Umwandlung der traditional-ständischen Gesellschaft, in der eine ständige Konkurrenz aller Gesellschaftsmitglieder nicht denkbar ist, in eine „Eigentumsmarktgesellschaft“ (Macpherson) war im England des 17. Jh. zumindest im Ansatz vollzogen. Nahezu die Hälfte aller Einwohner waren reine Lohnempfänger, ihre durch den Lohn individualisierter Arbeit geregelten Beziehungen waren schon weitgehend anonym durch den Markt geprägt. Das paternale Verhältnis zwischen Grundherr und Pächter war durch die Umwandlung des Bodens in Kapital aufgehoben.
Aus dieser Situation freier Konkurrenz entwickelt Hobbes die Funktion des Staates als Garant des Friedens und des Eigentums, der Einhaltung der Verträge, der Schaffung geregelter Zonen zur freien Verfolgung des privaten Nutzens. Habermas weist darauf hin, dass Hobbes mit dieser Konzeption einer vom staatlichen Einfluss freien Zone der liberalen bürgerlichen Gesellschaft, gleichzeitig über die autoritäre Form ihrer Sicherung die liberalen Inhalte zur Disposition stellt:

„Die Dialektik erfüllt sich erst darin, dass auch noch das Urteil, ob diese Befehle mit den Erwartungen des Gesellschaftsvertrags übereinstimmen, dem Souverän allein vorbehalten bleiben muss.“

Iring Fetscher weist mit Bezug auf die Hobbes-Interpretation Carl Schmitts auf das historische Schicksal konservativer Versuche hin, unter dem Schutz eines autoritären Staates eine liberale bürgerliche Gesellschaft zu etablieren.

„Die von konservativen Ordnungsdenkern eingeleitete oder doch begünstigte Entwicklung in dieser Richtung blieb fast nirgends bei einer autoritär bürokratischen Herrschaft stehen, sondern drängte über sie hinaus zur totalitären.“

### Probleme der Normenbegründung bei Hobbes
Hobbes lehnt traditionale und theologische Normenbegründungen ab. Moralphilosophische Überlegungen kritisiert er als nicht systematisierbar und wirkungslos. Gerechtigkeit und Ungerechtigkeit sind demnach für ihn Kategorien, die außerhalb positiven Rechts sinnlos sind, da sie in der ‚Mechanik‘ des Menschen nicht verankert seien. Die Konsequenzen der menschlichen Bedürfnisse hält er außerhalb der Gesellschaft für moralisch nicht sinnvoll kritisierbar, da die Ansprüche aller gleichwertig und legitim seien.
Hobbes versucht, die Normen gesellschaftlichen Zusammenlebens aus den Eigeninteressen des Einzelnen, das Sollen aus dem Sein abzuleiten. Seine Argumentation beruht auf einem Widerspruch im Eigeninteresse: Das auf unmittelbaren Erfolg abzielende Handeln gewährleistet offensichtlich für niemanden Sicherheit des Lebens und des Eigentums, so dass die Vernunft unter Verzicht auf einen Teil der unmittelbaren Möglichkeiten einen staatlichen Zusammenschluss aus vorausschauendem Eigeninteresse zustimmen muss. Da der Lebenstrieb für jeden Einzelnen die Kraft eines Naturgesetzes hat, muss diese Entscheidung ebenfalls mit ‚Naturnotwendigkeit‘ gefasst werden.
Die Kraft, die den Einzelnen dazu bewegen soll, immer wieder unmittelbare Möglichkeiten, sein Eigeninteresse zu befriedigen, nicht zu nutzen, ist die Kraft des übermächtigen Souveräns, der über den einmal geschlossenen oder erzwungenen ‚Gesellschaftsvertrag‘ hinaus die Einhaltung der positiv festgelegten gesellschaftlichen Normen erzwingt. Die vernünftige Überlegung wird also gegenüber einer Moral als Prinzipienlehre von Funktionen entlastet, da die Einhaltung der Normen institutionell garantiert wird. Sie kann diese aber etwa in Krisensituationen legitimieren und stützen.
Allgemeine moralphilosophische Einwände gegen die Schwächen einer rein am Nützlichen orientierten Moral, sie sei nicht in der Lage, in der konkreten Einzelsituation die Einsetzung der unmittelbaren Interessen und Begierden des Einzelnen zu kontrollieren, weist Macpherson mit Hinweis auf ebensolche Schwächen einer Prinzipienethik zurück.
Jürgen Habermas weist allerdings auf, dass das Verhältnis Theorie – Praxis als „naturgesetzlicher Übergang“ nicht widerspruchsfrei zu fassen ist. Hat der Übergang tatsächlich stattgefunden, verliert die Theorie den Charakter des Sollens. Im Moment der Notwendigkeit, tatsächlich eine gesellschaftliche Veränderung durch die Einsicht der Bürger zu begründen („Gesellschaftsvertrag“), erweist sich die „Ohnmacht eines vom Unterschied zwischen Verfügen und Handeln abstrahierenden Denkens“.
Das Problem der „Vermittlung einer einfachen unbiegsamen kalten Allgemeinheit mit der absolut harten Sprödigkeit und eigensinnigen Punktualität des wirklichen Selbstbewusstseins“, „jenes Moment der Unverfügbarkeit in der Kommunikation miteinander sprechender und handelnder Bürger“, das bei Hobbes ins Vertragskonzept eingeht, sprengt nach Habermas den Rahmen einer Theorie absolutistischer Gewalt, die die totale Verfügbarkeit menschlichen Handelns unterstellt.
Das Scheitern der hobbesschen Bemühungen um die Legitimation einer absoluten Monarchie ist nach Macpherson vor allem der Fehlauffassung der Gesellschaft als völlig in Einzelmenschen dissoziiert zuzuschreiben. Tatsächlich hätten sich die Hauptagenten des englischen Bürgerkrieges bereits in Formationen gegenüber gestanden, deren eigene Macht für sie ein wesentliches Mehr an politischer Emanzipation sinnvoll erscheinen lässt als die Existenzangst des isolierten Einzelnen.

### Theorie der internationalen Beziehungen
Hobbes’ Welt- und Menschenbild kann als Grundstein der realistischen und neo-realistischen Schule der Internationalen Beziehungen gelten. Diese betrachten die internationalen Beziehungen mangels übergeordneter Autorität analog zu den Beziehungen von Menschen unter Bedingungen des Naturzustands.
Dabei argumentiert die realistische Schule mit dem Machtinteresse aller Staaten und der Überlagerung jeglicher moralischer Interessen durch das Staatsinteresse. Häufig zitiert wird in diesem Zusammenhang der in Anlehnung an die Bismarcksche Außenpolitik des 19. Jahrhunderts in mehreren Sprachen benutzte deutsche Begriff der ,Realpolitik‘. Dieser Begriff bezeichnet unter anderem auch die dominante Denkweise in der amerikanischen Außenpolitik während des Kalten Krieges und fand insbesondere unter Außenminister Henry Kissinger ihren Ausdruck.

### Gefangenendilemma und Wirtschaftsethik
Moderne Gerechtigkeitsforscher wie Wolfgang Kersting sehen einen direkten Bezug zwischen der von Hobbes propagierten rationalen Vorzugswürdigkeit kollektiver Selbstrestriktion und dem für die Volkswirtschaftslehre bedeutsamen Gefangenendilemma. Parallelen hierzu finden sich auch in der Wirtschaftsethik Karl Homanns.

Das Gefangenendilemma in einer Bimatrix verdeutlicht den Anreiz zur Defektion (D) für beide Akteure durch einen Nutzenwert von 3, sofern der andere Spieler kooperiert (C). Handeln aber beide nach diesem Kalkül, realisieren sie die Nutzenwerte des unteren, rechten Quadranten und stellen sich so schlechter, als wenn sie beide kooperiert hätten.

Dieser argumentiert wie folgt: Das Gefangenendilemma (von Homann zumeist als Dilemmastruktur bezeichnet) verdeutlicht als spieltheoretisches Modell die Einflüsse auf Akteure bei strategischer Interdependenz. Dabei stehen die Akteure jeweils zwei Handlungsalternativen gegenüber: der Defektion und der Kooperation. Die Defektion birgt aus individueller Sicht den höchsten Nutzen; dies aber unter der Voraussetzung, dass die anderen Spieler kooperieren. Da es sich bei der Dilemmastruktur aber um ein symmetrisches Spiel handelt, gilt dieser Anreiz zur Defektion für jeden Spieler. Somit werden sich alle gegen die Kooperation entscheiden und was aus individueller Perspektive als optimale Entscheidung erschien, führt zu einer Pareto-inferioren Allokation. Dieser Ausgang kann nur durch eine übergeordnete Instanz, eine sog. Institution (siehe Neue Institutionenökonomik) verhindert werden, die die Alternative Defektion bestraft und somit Kooperation als vorzugswürdig erscheinen lässt.
Für Homann ist eine solche Dilemmastruktur das bestimmende Moment in sozialen Interaktionszusammenhängen. Unter anderem führt er als Beispiel für eine Institution das Privateigentum an, ohne das freier Handel nicht möglich wäre. Würde nämlich diese Zusicherung des Rechts auf Eigentum und des Anrechts auf eingetauschte Waren fehlen, käme Tausch nicht zustande (Defektion), da keine Gewissheit über die Verlässlichkeit des Tauschpartners bestünde (Kooperation). Homann sieht demzufolge den Hauptakteur zur Durchsetzung von Restriktionen im Staat, den er deshalb auch Institution der Institutionen nennt. Dies erinnert an Hobbes’ Forderung nach einem starken Staat mit Gewaltmonopol.

## Ausgaben
Deutsche Übersetzungen
- Thomas Hobbes: Leviathan oder Stoff, Form und Gewalt eines kirchlichen und bürgerlichen Staates. Teil I und II, Rückblick und Schluß (= Suhrkamp Studienbibliothek, Band 18). Herausgegeben von Lothar R. Waas. Suhrkamp, Berlin 2011 (übersetzt von Walter Euchner), ISBN 978-3-518-27018-9.
- Thomas Hobbes: Leviathan oder Stoff, Form und Gewalt eines kirchlichen und bürgerlichen Staates. Übersetzt von Walter Euchner. Herausgegeben von Iring Fetscher. Neuwied 1966 (= Politika. Band 2). Neuausgabe: Suhrkamp, Frankfurt am Main 1996 (= Suhrkamp-Taschenbuch Wissenschaft, Band 462), ISBN 3-518-28062-7.
- Thomas Hobbes: Leviathan. Erster und zweiter Teil (= Reclams Universal-Bibliothek, Band 8348). Reclam, Stuttgart 1938, 1970, 1980, 1996 (übersetzt von Jacob Peter Mayer), ISBN 3-15-008348-6.
- Thomas Hobbes: Leviathan. Materie, Form und Macht eines kirchlichen und staatlichen Gemeinwesens (= Philosophische Bibliothek, Band 491). Herausgegeben von Hermann Klenner. Meiner, Hamburg 2004 (übersetzt von Jutta Schlösser), ISBN 3-7873-1303-6.
- Thomas Hobbes: Leviathan. Eine Auswahl (Englisch/Deutsch). Herausgegeben von Jürgen Klein. Reclam, Stuttgart 2013 (übersetzt von Holger Hanowell), ISBN 978-3-15-018595-7.
- Thomas Hobbes: Leviathan, oder der kirchliche und bürgerliche Staat. Hendel, Halle 1794.

Englisches Original
- Thomas Hobbes: Leviathan. Revised Student Edition (= Cambridge Texts in the History of Political Thought). Herausgegeben von Richard Tuck. Cambridge University Press, Cambridge 1996, ISBN 978-0-521-56797-8.
- Thomas Hobbes: Leviathan (= Oxford World’s Classics). Herausgegeben von J. C. A. Gaskin. Oxford University Press, Oxford 2009, ISBN 978-0-19-953728-0.
- Thomas Hobbes: Leviathan. Or The Matter, Forme, & Power of a Common-Wealth Ecclesiasticall and Civill. Herausgegeben von Ian Shapiro. Yale University Press, New Haven 2010, ISBN 978-0-300-11838-4.